# Lasiopezus hiekei
Lasiopezus hiekei là một loài bọ cánh cứng trong họ Cerambycidae.